# Nationalpark Torronsuo
Der Nationalpark Torronsuo, originalsprachlich Torronsuon kansallispuisto (finnisch) und Torronsuo nationalpark (schwedisch), ist ein Nationalpark in Südfinnland. Er liegt auf der Gemarkung der Gemeinde Tammela rund 140 km nordwestlich von Helsinki. Er wurde 1990 gegründet und wird von der staatlichen Forstbehörde Metsähallitus unterhalten.
Der Nationalpark umfasst den Torronsuo, das größte noch in natürlichem Zustand befindliche Moorgebiet Südfinnlands. Es setzt sich aus mehreren konzentrisch wachsenden Plateuregenmooren mit dem typischen Bult-Schlenken-Relief zusammen und ist mit tausenden Mooraugen durchsetzt. Torronsuo ist ein bedeutender Nist- und Rastplatz vieler Vogelarten, darunter viele Wasser- und Schreitvögel. Neben den für die Region typischen Arten finden sich hier auch Arten, die sonst zumeist in der Tundra Nordfinnlands zu finden sind, so der Sterntaucher und das Moorschneehuhn. Im Herbst finden sich im Moor jährlich bis zu 1000 Kraniche zur Rast auf ihrem Winterzug ein. Bemerkenswert ist auch die Schmetterlingsfauna des Moores; unter den rund 50 hier anzutreffenden Arten finden sich einige, die sonst nur in südlicheren Gefilden vorkommen, so etwa Aspitates gilvaria und Limnephilus externus. In den angrenzenden Wäldern findet sich eine Population des seltenen Gleithörnchens.